# Юриэль Тремюрская
Юриэль (VII век) — святая царевна из Тремюра. День памяти — 1 октября.

## Предание
Юриэль из Тремёра (Urielle de Trémeur, Eurielle), или святая Уриила (sainte Urielle, брет.: Uriel), или святая Ариила (sainte Arielle), или Кюриэль (Curielle) была одной из дочерей Хоэля III,  (Hoël III), короля Арморики, который, женившись ок. 590 года на Притэлле (Pritelle), стал отцом шестнадцать сыновей и шесть дочерей. Это многочисленное потомство получило хорошее образование, о чём сообщает Рене Бенуа (René Benoît) в житии святого Йодока.
Старшим из детей короля был св. король Юдикаэль, которого люди называли Жикаэль (Gicquel); вторым был св. Жюдок (Judoc) или Жосс; третьим был св. Винок (Winoc); четвёртым был Эок (Eoc) ; пятым был Юмаэль (Eumaël); шестым был Доэтваль (Doetval); седьмым  был Гозель (Gozel) или Гладран (Gladran) или Саломон (Salomon); восьмым был Ларжель (Largel); девятым был Руивас (Ruivas); десятым был Ригвальд (Riguald); одиннадцатым был  Жюдгозет (Judgoseth); двенадцатым был Халон (Halon); тринадцатым был Людон (Ludon); четырнадцатым был Гвинмаэль (Guinmaël), который, как считают, страдал проказой; пятнадцатым был Гвенаэ (Guenae); шестнадцатым был Жютаэль (Juthaël), который родился после кончины своего отца. Что касается Гвенока (Guennoc), то, скорее всего, это был тот, кого знают как св. Винока. Некоторые также считают Моршаэля (Morchaël) сыном короля Гоэля, но подтверждения тому неизвестны.
Дочерьми бретонского монарха были свв. Юриэль и Оненна (Onnen, Onenn, Onenne), а также Бредэ (Bredai), Гвен (Guen), Клеор (Cléor) и Пруст (Prust).
Гвинмаэля или его брата Гвенаэ также упоминают среди святых.
Принцессы Юриэль и Оненна были известны святостью жизни и непрестанными трудами Бога ради.
Известен приход святой Юриэль (Sainte-Urielle).